# Meister Proper
Meister Proper (vgl. französisch propre = sauber) ist eine Werbefigur und Marke des Unternehmens Procter & Gamble für Haushaltsreiniger. In den USA wird die Marke als Mr. Clean vertrieben, in Italien, Albanien und Malta als Mastro Lindo, in Polen als Pan Proper, in Frankreich, Luxemburg, Marokko und französischsprachigen Teilen Belgiens als Monsieur Propre, in Bulgarien, China, Kroatien, Tschechien, Griechenland, Ungarn, Litauen, Lettland, den Niederlanden, Rumänien, Russland, Serbien, Slowakei, Schweden, Ukraine und niederländischsprachigen Teilen Belgiens als Mister Proper, in Spanien als Don Limpio, in Südamerika unter dem Namen Maestro Limpio und im Vereinigten Königreich und Irland als Flash.

## Beschreibung
Die Werbefigur ist typischerweise ein muskulöser Mann mit Glatze, der ein sauberes, weißes Shirt trägt. Weitere Merkmale sind weiße Augenbrauen sowie ein Ohrring am linken Ohr. Die Werbefigur ist dabei meist mit verschränkten Armen dargestellt.
Bekannt ist die Marke für ihre bereits in den 1960er Jahren entstandenen Werbeslogans „Meister Proper löst im Hause jeden stumpfen Schmutzbelag...“, später bei gleicher Melodie abgeändert zu „Meister Proper putzt so sauber, daß man sich drin spiegeln kann“, aber auch weitere Slogans wie z. B. „Meister Proper, neue Frische“ und viele andere.

## Geschichte
Die Werbefigur wurde 1957 von der Werbeagentur Tatham-Laird & Kudner aus Chicago unter dem Namen Mr. Clean entwickelt. Entworfen wurde sie von dem aus Wien gebürtigen Grafiker Fritz Siebel (1913–1991). In Deutschland wurde die Figur im Jahr 1967 eingeführt.
Die Verkaufszahlen des Produkts überstiegen 1971 die der Konkurrenzprodukte Ajax, Dor und Imi – fünf Jahre darauf erschien der Allzweckreiniger auch als Scheuermilch. Neue Produkteigenschaften wie Citrus-Kraft (1979), Dosierkappe und Nachfüllbeutel (1989) sowie Essig-Kraft (1990) folgten.
Seit 1992 ist Meister Proper als Badreiniger erhältlich, 1993 wurde Meister Proper Ultra angeboten. Weitere Duftvarianten (1998) sowie feuchte, antibakterielle Allzwecktücher für die schnelle Reinigung im Haushalt (1999) ergänzten das Produktsortiment. Im Jahr 2003 brachten Procter & Gamble unter der Marke Meister Proper ein Waschmittel auf den deutschen Markt, das inzwischen jedoch nicht mehr vertrieben wird. Ein Jahr darauf folgte der Schmutzradierer.
Zwei neue Düfte von Febreze erhielt der Allzweckreiniger im Jahr 2011: Frühlingserwachen und Rosenblüte. Zum heutigen Sortiment der Marke zählen Allzweckreiniger, Badreiniger, Küchenreiniger (Fettschmutzreiniger), WC-Steine (mit Ambi Pur) sowie Schmutzradierer.
In einem Werbespot aus dem Jahr 2007 trat das britische Pop-Duo Right Said Fred auf.
Der Superperforator-Song aus den Filmen Der Schuh des Manitu (2001) und der Fortsetzung Das Kanu des Manitu (2025) basiert auf einem Werbejingle für die Marke Mr. Clean aus den 1950er-Jahren.